# Gereformeerde kerk (Vrouwenpolder)
De Kerk van de Gereformeerde Kerk is een voormalig kerkgebouw van de Gereformeerde Kerk in Vrouwenpolder, Zeeland. Het gebouw is in gebruik geweest van 1953 tot 2004. In 2017 werd het gebouw verbouwd tot bed and breakfast.

## Geschiedenis
In 1887 ontstond in Vrouwenpolder een Dolerende gemeente. In 1892 fuseerde de Nederduitse Gereformeerde Kerk (Dolerende) samen met de Christelijk Gereformeerde Kerk tot de Gereformeerde Kerken in Nederland. In Vrouwenpolder was geen afdeling van de christelijk gereformeerde kerk zodat de naamswijziging de enige verandering was. In 1903 kon een eigen kerkgebouw in gebruik genomen worden. In 1944 ontstond een landelijke stroming binnen de Gereformeerde Kerk, bekend als de Vrijmaking. Een groot deel van de kerkenraad van Vrouwenpolder besloot op 21 juni zich hierbij aan te sluiten, maar een overgrote meerderheid van de gemeenteleden stemde tegen. Vanaf dit moment hielden de gereformeerden en de vrijgemaakten afzonderlijk diensten in het kerkgebouw, ondertussen ontstond een juridische strijd om de kerkgoederen. Doordat het grootste deel van de kerkenraad zich had vrijgemaakt besloot de rechter uiteindelijk de kerkelijke goederen, inclusief het gebouw, toe te wijzen aan de vrijgemaakten. Dit besluit leidde er direct toe dat per 1 februari 1952 de gereformeerden geen diensten meer mochten beleggen in het kerkgebouw. Als tijdelijke oplossing kregen de gereformeerden toestemming om in de Hervormde Pelgrimskerk te kerken, terwijl plannen werden gemaakt voor de bouw van een nieuwe kerk.

## Nieuwe kerk
Voor de bouw van een nieuw kerkgebouw kon 70.000 gulden worden vrijgemaakt. Er werd een stuk grond gekocht aan de Korteweg, later hernoemd naar Fort den Haakweg. Architect Rothuizen ontwierp een kerkgebouw met pastorie waarvan de aanbesteding op 12 december 1952 werd gehouden en aannemer fa. Walraven de laagste inschrijver was met een bedrag van 67.800 gulden. De bouw duurde minder dan een jaar en op 19 november 1953 werd het nieuwe kerkgebouw in gebruik genomen met een dienst door dominee Okke Jager (1928-1992).
Vanwege ruimtegebrek werd door de Vlissingse architect Jobse een kerkelijk centrum ontworpen. Deze ruimte, die Ontmoetingsruimte werd genoemd, werd in februari 1972 in gebruik genomen. In 2004 fuseerde de gemeente met de plaatselijke hervormde gemeente in het kader van het landelijke Samen op Weg-proces tot de Protestantse Gemeente Vrouwenpolder. Op 2 mei 2004 vond de laatste dienst plaats in het kerkgebouw aan de Fort den Haakweg, en werden voortaan alle diensten gehouden in de Pelgrimskerk.
In 2017 werd in het voormalige kerkgebouw bed and breakfast 'Nachtje in de kerk' geopend.

## Orgel
Vanaf de ingebruikname stond er een elektronisch orgel in de kerk dat niet altijd voldeed. In februari 1964 besloot de gemeente om een pijporgel aan te schaffen. Er werd 25.000 gulden beschikbaar gesteld waarmee een nieuw orgel werd gekocht bij de orgelbouwer fa. Pels en Zoon. Dit orgel, met acht stemmen verdeeld over twee klavieren en een pedaal, werd in 1965 in gebruik genomen. In 1991 werd een stem aan het orgel toegevoegd. Na de sluiting van de kerk werd in 2005 het orgel terug verkocht aan orgelbouwer Pels en Van Leeuwen, waar het te koop staat.